# Klas Åhlund
Klas Frans Åhlund (nacido el 11 de abril de 1972) es un compositor, productor y guitarrista sueco. Es el fundador de la banda de rock sueca Teddybears. Como compositor y productor, ha trabajado con artistas como Robyn, Sugababes, Jordin Sparks, Teddybears, Eagle-Eye Cherry, Kesha, Kylie Minogue, Bo Kaspers Orkester, Britney Spears, Katy Perry, Madonna, y Ghost.
Es el hermano del músico Joakim Åhlund, miembro de la banda sueca de rock alternativo Caesars. Åhlund se casó con la cantante sueca Paola Bruna.

## Discografía
| Año  | Artista             | Álbum                        | Canción                                           | Créditos                |
| ---- | ------------------- | ---------------------------- | ------------------------------------------------- | ----------------------- |
| 1998 | Eagle-Eye Cherry    | Desireless                   | «Indecision»                                      | coescritor, productor   |
| 2000 | Eagle-Eye Cherry    | Living in the Present Future | «Been Here Once Before»                           | coescritor, productor   |
| 2000 | Thomas Rusiak       | Magic Villa                  | «Hiphopper» (con Teddybears STHLM)                | coescritor              |
| 2003 | Eagle-Eye Cherry    | Sub Rosa                     | «Skull Tattoo»                                    | coescritor, productor   |
| 2005 | Robyn               | Robyn                        | «Be Mine!»                                        | coescritor, productor   |
| 2005 | Robyn               | Robyn                        | «Bum Like You»                                    | coescritor, productor   |
| 2005 | Robyn               | Robyn                        | «Cobrastyle» (cover de Teddybears)                | coescritor              |
| 2005 | Robyn               | Robyn                        | «Crash and Burn Girl»                             | coescritor, productor   |
| 2005 | Robyn               | Robyn                        | «Curriculum Vitae»                                | coescritor, productor   |
| 2005 | Robyn               | Robyn                        | «Eclipse»                                         | Writer, productor       |
| 2005 | Robyn               | Robyn                        | «Handle Me»                                       | Writer, productor       |
| 2005 | Robyn               | Robyn                        | «Konichiwa Bitches»                               | coescritor, productor   |
| 2005 | Robyn               | Robyn                        | «Robotboy»                                        | coescritor, productor   |
| 2006 | Blog 27             | <LOL>                        | «Hey Boy (Get Your Ass Up)» (cover de Teddybears) | coescritor              |
| 2006 | Bo Kaspers Orkester | Hund                         | «I samma bil»                                     | productor               |
| 2006 | Linda Sundblad      | Oh my God!                   | «Lose You»                                        | coescritor              |
| 2006 | Melody Club         | Scream                       | «Feed on Me»                                      | coescritor, productor   |
| 2006 | Melody Club         | Scream                       | «Fever Fever»                                     | coescritor, productor   |
| 2006 | Melody Club         | Scream                       | «Last Girl on my Mind»                            | coescritor, productor   |
| 2006 | Melody Club         | Scream                       | «Scream»                                          | productor               |
| 2007 | Britney Spears      | Blackout                     | «Piece of Me»                                     | coescritor              |
| 2007 | Kylie Minogue       | X                            | «Speakerphone»                                    | coescritor              |
| 2008 | Sugababes           | Catfights and Spotlights     | «Beware»                                          | coescritor, productor   |
| 2008 | Sugababes           | Catfights and Spotlights     | «Can We Call a Truce»                             | coescritor, productor   |
| 2008 | Sugababes           | Catfights and Spotlights     | «Every Heart Broken»                              | Writer, productor       |
| 2008 | Sugababes           | Catfights and Spotlights     | «Side Chick»                                      | coescritor, productor   |
| 2008 | Sugababes           | Catfights and Spotlights     | «Unbreakable Heart»                               | coescritor, productor   |
| 2008 | Sugababes           | Catfights and Spotlights     | «You on a Good Day»                               | coescritor, productor   |
| 2008 | Jordin Sparks       | Jordin Sparks                | «See my Side»                                     | coescritor, coproductor |
| 2008 | Jordin Sparks       | Jordin Sparks                | «Shy Boy»                                         | coescritor              |
| 2009 | Vanessa Hudgens     | Identified                   | «Set it Off»                                      | coescritor              |
| 2010 | Robyn               | Body Talk Pt. 1              | «Cry When you get Older»                          | coescritor, productor   |
| 2010 | Robyn               | Body Talk Pt. 1              | «Dancehall Queen»                                 | Writer, coproductor     |
| 2010 | Robyn               | Body Talk Pt. 1              | «Don't Fucking Tell me What to Do»                | coescritor, productor   |
| 2010 | Robyn               | Body Talk Pt. 1              | «Fembot»                                          | coescritor, productor   |
| 2010 | Robyn               | Body Talk Pt. 1              | «Hang with Me» (Acoustic)                         | Writer, productor       |
| 2010 | Robyn               | Body Talk Pt. 1              | «Jag vet en dejlig Rosa»                          | productor               |
| 2010 | Robyn               | Body Talk Pt. 2              | «Criminal Intent»                                 | coescritor, coproductor |
| 2010 | Robyn               | Body Talk Pt. 2              | «Hang With Me»                                    | Writer, productor       |
| 2010 | Robyn               | Body Talk Pt. 2              | «In my Eyes»                                      | coescritor              |
| 2010 | Robyn               | Body Talk Pt. 2              | «Include me Out»                                  | coescritor, productor   |
| 2010 | Robyn               | Body Talk Pt. 2              | «Indestructible» (Acoustic)                       | coescritor, productor   |
| 2010 | Robyn               | Body Talk Pt. 2              | «Love Kills»                                      | coescritor, coproductor |
| 2010 | Robyn               | Body Talk Pt. 2              | «U Should Know Better»                            | coescritor, coproductor |
| 2010 | Robyn               | Body Talk Pt. 2              | «We Dance to the Beat»                            | coescritor, productor   |
| 2010 | I Blame Coco        | The Constant                 | «Caesar»                                          | coescritor, productor   |
| 2010 | I Blame Coco        | The Constant                 | «It's About to get Worse»                         | coescritor, productor   |
| 2010 | I Blame Coco        | The Constant                 | «Please Rewind»                                   | coescritor, productor   |
| 2010 | I Blame Coco        | The Constant                 | «Selfmachine»                                     | coescritor, productor   |
| 2010 | Kesha               | Cannibal                     | «Blow»                                            | coescritor              |
| 2010 | Kesha               | Cannibal                     | «Sleazy»                                          | coescritor              |
| 2010 | Robyn               | Body Talk                    | «Call Your Girlfriend»                            | coescritor, productor   |
| 2010 | Robyn               | Body Talk                    | «Get Myself Together»                             | coescritor, productor   |
| 2010 | Robyn               | Body Talk                    | «Indestructible»                                  | coescritor, productor   |
| 2010 | Robyn               | Body Talk                    | «Stars 4-ever»                                    | coescritor, coproductor |
| 2010 | Robyn               | Body Talk                    | «Time Machine»                                    | coescritor              |
| 2011 | Swedish House Mafia | Until Now                    | «Antidote» (Swedish House Mafia vs. Knife Party)  | coescritor              |
| 2012 | Madonna             | MDNA                         | «Some Girls»                                      | coescritor, coproductor |
| 2012 | Kesha               | Warrior                      | «Thinking of You»                                 | coescritor, coproductor |
| 2012 | Mika                | The Origin of Love           | «Overrated»                                       | Coproductor             |
| 2012 | Mika                | The Origin of Love           | «Emily»                                           | Coproductor             |
| 2012 | Mika                | The Origin of Love           | «Elle me dit»                                     | Coproductor             |
| 2012 | Usher               | Looking 4 Myself             | «Numb»                                            | coescritor, coproductor |
| 2012 | Usher               | Looking 4 Myself             | «Euphoria»                                        | coescritor              |
| 2013 | Katy Perry          | Prism                        | «Walking on Air»                                  | Coproductor, coescritor |
| 2013 | Katy Perry          | Prism                        | «This is How we Do»                               | Coproductor, coescritor |
| 2014 | Mika                | Sencillo                     | «Boum Boum Boum»                                  | Coproductor             |
| 2014 | Tove Lo             | Queen of the Clouds          | «Timebomb»                                        | Coproductor             |
| 2014 | Alesso              | Forever                      | «Tear the Roof Up»                                | coescritor              |
| 2015 | Axwell Λ Ingrosso   | TBA                          | «Can't Hold us Down»                              | coescritor              |
| 2015 | Ghost               | Meliora                      | Todas las canciones                               | productor               |
| 2015 | Ellie Goulding      | Delirium                     | «Devotion»                                        | coescritor              |